# Miné de Klerk
Miné de Klerk (30 de marzo de 2003) es una deportista de Sudáfrica que compite en atletismo. Ganó una medalla de oro en el Campeonato Mundial de Atletismo Sub-20 de 2021, en la prueba de lanzamiento de peso.